# Niederlehme
Niederlehme är en ortsteil i staden Königs Wusterhausen i Landkreis Dahme-Spreewald i förbundslandet Brandenburg i Tyskland. Niederlehme var en kommun fram till den 26 oktober 2003 när den uppgick i Königs Wusterhausen.